# Contracuarteto
Contracuarteto es un cuarteto chileno de jazz formado en 2004. Tiene la particularidad de ser "Pianoless" es decir que no utiliza piano en la base rítmica, enfatizando así el contrapunto entre saxos y contrabajo. 

## Historia
Formada por cuatro instrumentistas jóvenes que se destacaban por su natural capacidad de improvisación y pulida técnica. Se formó con los muy jóvenes Cristián Gallardo (saxo alto) y Andrés Pérez (saxo tenor) en el frente, una de las duplas mejor cohesionadas de la época puesto que tocaron juntos desde adolescentes en la Conchalí Big Band, estudiaron los rudimentos con el maestro Carmelo Bustos y se repartieron en secciones de bronces como la del grupo pop Feria.
Los hombres del ritmo del Contracuarteto fueron otros dos inseparables: los hermanos Lecaros Roberto Carlos Lecaros y Félix Lecaros, en el contrabajo y la batería, respectivamente, hijos de Roberto Lecaros. Con la banda ya armada se dedicaron a componer música original en lugar de tocar standars una y otra vez como la mayoría de los conjuntos de jazz, en un estilo catalogado como Post bop.  “Ocaso de un amor” (Lecaros Jr), “Carechancho” (Gallardo), “Decepción” (Pérez), fueron algunos de sus títulos.
En noviembre de 2006 subieron al escenario del club Thelonious para grabar en una sesión en directo y con público todas esas composiciones de su primer disco, Contracuarteto (2007) y dos meses después aparecieron como el único número chileno en el Festival Internacional Providencia Jazz.
Participan en Tempo de Canal 13 Cable como también en Jazz_cl de ARTV, documentales encargados a difundir el jazz chileno en la década de 2000.
En 2011 realizan su segundo disco llamado Sinestesia.

## Integrantes
- Cristián Gallardo, saxo alto (2004 - ).
- Andrés Pérez, saxo tenor  (2004 - ).
- Roberto Carlos Lecaros, contrabajo (2004 - ).
- Félix Lecaros, batería (2004 - ).

## Discografía
- Contracuarteto (2007 - Autoedición)
- Sinestesia (2011 - Animales en la Vía)
- Geometría del aire (2018 - Animales en la Vía)